# 松毛岭战役
松毛岭战役是1934年8月2日至9月底的温坊战斗（戰鬥地點位於今中華人民共和國福建省龙岩市连城县朋口鎮温坊）和松毛岭战斗的合称（國民政府方面稱為朋口战役），是第五次反圍剿期間中国工农红军與國民革命軍之間的戰鬥。紅軍首先在温坊战斗中獲勝，但在松毛岭战斗中又戰敗撤退。松毛岭战斗結束後，紅軍中的红9军团開始長征。

## 背景
第五次反圍剿期間，中共方面逐漸處於劣勢。1934年4月第二次廣昌戰鬥，中共戰敗，5月16日，建宁战役中共再次戰敗，建宁被攻佔，當時國民革命軍已攻佔中央苏区西起龙冈，东至福建建宁、泰宁、归化（今明溪）、永安、连城，南至会昌筠门岭等地的領土。此後蒋介石调集31个师，兵分六路，向中央苏区中心地区發起全面进攻。博古、李德下令中央红军各军团及所有地方武装兵分六路、全线抵御國民革命軍的六路进攻。
1934年7月下旬，红5军团一部和红1军团一部在宁都方向戰敗撤退；8月，红3军团主力和红5军团在驿前、石城抵禦1个月後戰敗。1934年8月28日，中共的江西兴国县老营盘地区被攻佔。

## 温坊战斗
1934年8月，國民革命軍六路进攻之一的东路军之第二路军第4纵队之第3师、第9师、第83师、第36师從连城出发。8月15日前后，第4纵队四個師推进至连城新泉、连城朋口温坊。中共位於汀州的防御的部队共為4个师约34000人兵力，分別為红1军团第1师、第2师，红9军团第3师及红24师。
9月1日中午，第4纵队之第3师第8旅旅长许永相率領3个团推進至温坊時遭到中共攻擊。截至9月2日凌晨，进入温坊地区之第8旅两个团被消滅，约1600人左右被红1军团俘虏，第8旅旅长许永相和约1个营部队撤離。
9月3日上午9时至下午4时，红军與进攻温坊的第4纵队第9师和第3师所屬3个团再次展開戰鬥。國民革命軍戰敗。

## 松毛岭战斗
1934年9月4日，红军各参战部队转移至松毛岭周围。
9月24日，国民党东路军司令部下达向长汀方向发起总攻的命令。此後國民革命軍先后占领松毛岭东侧一些据点。9月27日上午，國民革命軍進攻白衣洋岭。下午，紅軍從白衣洋岭阵地撤退。
9月29日，國民革命軍攻佔金华山、大园山、大洋山等紅軍阵地。红9军团和红24师從松毛岭撤退至中屋村。
9月30日，红9军团和红24师转移至长汀县大田、南山坝一带，并经汀州西撤退至瑞金。9月底至10月2日，红9军团领导机关西撤至河田。10月5日，红9军团在河田與第4纵队之第36师展開戰鬥。10月7日上午10时，红9军团撤退，並於10月9日早晨到达古城、瑞金之间地域，之後便開始长征。